# Луців Зіновій Дмитрович
Зіновій Дмитрович Луців (28 серпня 1928, м. Бучач, тепер Тернопільської області — 1 березня 2010, місто Бучач Тернопільської області) — український радянський діяч, новатор виробництва, слюсар Бучацького спиртокрохмального комбінату Тернопільської області. Депутат Верховної Ради УРСР 7—8-го скликань.

## Біографія
З 1952 року — слюсар Бучацького спиртокрохмального комбінату Тернопільської області. Раціоналізатор і винахідник, передовик виробництва.
Член КПРС.
Потім — на пенсії в місті Бучачі Тернопільської області, співав у місцевому церковному хорі.

## Родина
Батько — Луців Дмитро Теодорович. Мати — Ольга Володимирівна. 23 жовтня 1955 року одружився з Оленою Михайлівною Харецькою. 1956 року народилася донька — Мирослава Зіновіївна Луців.

## Нагороди
- орден Леніна (1967)
- медалі
- посвідчення учасника війни